# Angelika Eggert
Angelika Eggert (* 1967) ist eine deutsche Kinderonkologin und Hochschullehrerin. Seit Juni 2025 ist sie Ärztliche Direktorin und Vorstandsvorsitzende an der Universitätsmedizin Essen.

## Werdegang
Eggert studierte von 1986 bis 1993 Medizin an der Universität Duisburg-Essen, promovierte dort 1993 in Molekularmedizin und arbeitete dann am Universitätsklinikum Essen. Von 1997 bis 2000 forschte sie als Postdoc am The Children’s Hospital of Philadelphia. Danach wechselte sie zurück an das Universitätsklinikum Essen und habilitierte sich dort 2004 in Pädiatrie und pädiatrische Onkologie. Sie war von 2004 bis 2008 Professorin für Pädiatrisch-Onkologische Forschung bzw. Pädiatrie am Universitätsklinikum Essen. Von 2007 bis 2013 war sie Direktorin des Westdeutschen Tumorzentrums in Essen. Zusätzlich war sie von 2008 bis 2013 Direktorin der Klinik für Kinderheilkunde III am Universitätsklinikum Essen.
Ab 2013 war Eggert Einstein-Professorin für Pädiatrisch-Onkologische Forschung an der Charité Berlin. Im Januar 2025 wurde ihr bevorstehender Wechsel an die Universitätsmedizin Essen gemeldet, wo sie dann Anfang Juni 2025 Vorstandsvorsitzende und Ärztliche Direktorin wurde.
Zusammen mit Charlotte Niemeyer hat sie das Lehrbuch Pädiatrische Hämatologie und Onkologie herausgegeben.

## Forschung
Eggert ist Expertin für Tumorerkrankungen bei Kindern, ihr Forschungsschwerpunkt sind Neuroblastome. Sie forscht an den molekularen Gründen für den spontanen Rückgang der Tumore, um daraus Therapien zu entwickeln. Eggert konnte mehrere Faktoren aufzeigen, die einen ungünstigen Verlauf eines Neuroblastoms begünstigen, wie zum Beispiel, die Demethylierung von Histonen, die Expression von TrkB, dem Rezeptor für den Nervenwachstumsfaktor NGF, oder die verstärkte Expression von Telomerase. Eggert engagiert sich in der translationalen Medizin, und schlägt damit eine Brücke zwischen präklinischer und klinischer Forschung sowie der Anwendung an Patientinnen und Patienten, um wissenschaftliche Erkenntnisse möglichst rasch im klinischen Alltag zu etablieren.

## Auszeichnungen
- 1998 Evans Preis des „Advances in Neuroblastoma Research“ (ANR) International Symposium
- 2000 Dr. Odile Schweisguth Preis der International Society for Pediatric Oncology (SIOP)[8]
- 2001 Young Investigators Award der American Association for Cancer Research (AACR)
- 2001 Kind-Philipp Preis für pädiatrische Onkologie der Deutschen Gesellschaft für pädiatrische Onkologie und Hämatologie (GPOH)
- 2017 Wilhelm-Warner-Preis für Krebsforschung, Wilhelm-Warner-Stiftung, Hamburg[9]
- 2021 Aufnahme in die Berlin-Brandenburgische Akademie der Wissenschaften[10]
- 2021 Aufnahme als Mitglied in die Nationale Akademie der Wissenschaften Leopoldina[1]
- 2023 Deutscher Krebspreis